# Сьредниця-Мацьковента
Сьредниця-Мацьковента (пол. Średnica-Maćkowięta) — село в Польщі, у гміні Шепетово Високомазовецького повіту Підляського воєводства.
Населення — 157 осіб (2011).
У 1975-1998 роках село належало до Ломжинського воєводства.

## Демографія
Демографічна структура станом на 31 березня 2011 року:
|          | Загалом | Допрацездатний вік | Працездатний вік | Постпрацездатний вік |
| -------- | ------- | ------------------ | ---------------- | -------------------- |
| Чоловіки | 83      | 17                 | 56               | 10                   |
| Жінки    | 74      | 11                 | 39               | 24                   |
| Разом    | 157     | 28                 | 95               | 34                   |